# Pamela M. Kilmartin
| Odkryte planetoidy: 41 (wspólnie z Alanem Gilmore’em) | Odkryte planetoidy: 41 (wspólnie z Alanem Gilmore’em) |
| ----------------------------------------------------- | ----------------------------------------------------- |
| (2434) Bateson                                        | 27 maja 1981                                          |
| (3087) Beatrice Tinsley                               | 30 sierpnia 1981                                      |
| (3152) Jones                                          | 7 czerwca 1983                                        |
| (3305) Ceadams                                        | 21 maja 1985                                          |
| (3400) Aotearoa                                       | 2 kwietnia 1981                                       |
| (3521) Comrie                                         | 26 czerwca 1982                                       |
| (3563) Canterbury                                     | 23 marca 1985                                         |
| (3810) Aoraki                                         | 20 lutego 1985                                        |
| (4154) Rumsey                                         | 10 lipca 1985                                         |
| (4243) Nankivell                                      | 4 kwietnia 1981                                       |
| (4248) Ranald                                         | 23 kwietnia 1984                                      |
| (4409) Kissling                                       | 30 czerwca 1989                                       |
| (4819) Gifford                                        | 24 maja 1985                                          |
| (4837) Bickerton                                      | 30 czerwca 1989                                       |
| (5207) Hearnshaw                                      | 15 kwietnia 1988                                      |
| (5251) Bradwood                                       | 18 maja 1985                                          |
| (5311) Rutherford                                     | 3 kwietnia 1981                                       |
| (5718) Roykerr                                        | 4 sierpnia 1983                                       |
| (5763) 1982 MA                                        | 23 czerwca 1982                                       |
| (5818) 1989 RC1                                       | 5 września 1989                                       |
| (5898) 1985 KE                                        | 23 maja 1985                                          |
| (5906) 1989 SN5                                       | 24 września 1989                                      |
| (6034) 1987 JA                                        | 5 maja 1987                                           |
| (6142) Tantawi                                        | 23 marca 1993                                         |
| (7432) 1993 HL5                                       | 23 kwietnia 1993                                      |
| (8481) 1988 LH                                        | 14 czerwca 1988                                       |
| (8884) 1994 CM2                                       | 12 lutego 1994                                        |
| (9018) Galache                                        | 5 maja 1987                                           |
| (9750) 1989 NE1                                       | 8 lipca 1989                                          |
| (11080) 1993 FO                                       | 23 marca 1993                                         |
| (13510) 1989 OL                                       | 29 lipca 1989                                         |
| (13511) 1989 RD1                                      | 5 września 1989                                       |
| (13552) 1992 GA                                       | 4 kwietnia 1992                                       |
| (15712) 1989 RN2                                      | 1 września 1989                                       |
| (18340) 1989 OM                                       | 29 lipca 1989                                         |
| (21130) 1993 FN                                       | 23 marca 1993                                         |
| (30945) 1994 GW9                                      | 14 kwietnia 1994                                      |
| (48501) 1993 FM                                       | 23 marca 1993                                         |
| (58158) 1989 RA                                       | 1 września 1989                                       |
| (65718) 1993 FL                                       | 23 marca 1993                                         |
| (422979) 2003 PX10                                    | 4 sierpnia 2003                                       |

Pamela Margaret Kilmartin (ur. 1949) – nowozelandzka astronomka.
W latach 1981–2003 odkryła we współpracy ze swoim mężem Alanem Gilmore’em 41 planetoid. Pracowała wraz z mężem w Mount John University Observatory i na Wydziale Fizyki i Astronomii Uniwersytetu Canterbury w Christchurch. Oboje przeszli na emeryturę w 2014.
Planetoida (3907) Kilmartin została nazwana jej imieniem, natomiast planetoidę (2537) Gilmore nazwano na cześć jej i jej męża.